# Казахавтодор
«Каза́хавтодор» — государственное предприятие по обслуживанию, содержанию и строительству автомобильных дорог общего пользования в Республике Казахстан.
Полное наименование — Республиканское государственное казенное предприятие «Казахавтодор». Предприятие обслуживает 23,5 тыс. км автодорог общего пользования.

## Краткая характеристика предприятия
Основными функциями Предприятия являются: осуществление единой технической и нормативной политики в дорожной отрасли, управление сетью автомобильных дорог общего пользования и сооружений на них, осуществление функций заказчика на все виды строительства и ремонта дорог.

## История
Постановлением Правительства Республики Казахстан от 09 декабря 1998 года № 1266 было создано Республиканское государственное казенное предприятие «Казахавтодор».

## Руководители
- Генеральный директор — Гилимов Самат Куанышович[1]

## Территориальные подразделения
Филиалы:
- Акмолинский
- Актюбинский
- Алматинский
- Атырауский
- Восточно-Казахстанский
- Жамбылский
- Западно-Казахстанский
- Карагандинский
- Костанайский
- Кызылординский
- Мангистауский
- Павлодарский
- Северо-Казахстанский
- Туркестанский
- Представительство ГО и ЧС